# Идрисов, Шапи Мусаевич
Шапи Мусаевич Идрисов (Муцалаул, Хасавюртовский район, Дагестан, Россия) — российский борец вольного стиля, призёр чемпионата России.

## Биография
Борьбой начал заниматься в родном селе Муцалаул. В июле 2007 года стал бронзовым призёром чемпионата России.

## Спортивные результаты
- Чемпионат России по вольной борьбе 2007 —

## Личная жизнь
Братья: Магомедрасул, Гасан, Курбан и Шамиль также занимались вольной борьбой, среди которых Магомедрасул — серебряный призёр чемпионата мира 2019.